# 2005-ös wimbledoni teniszbajnokság

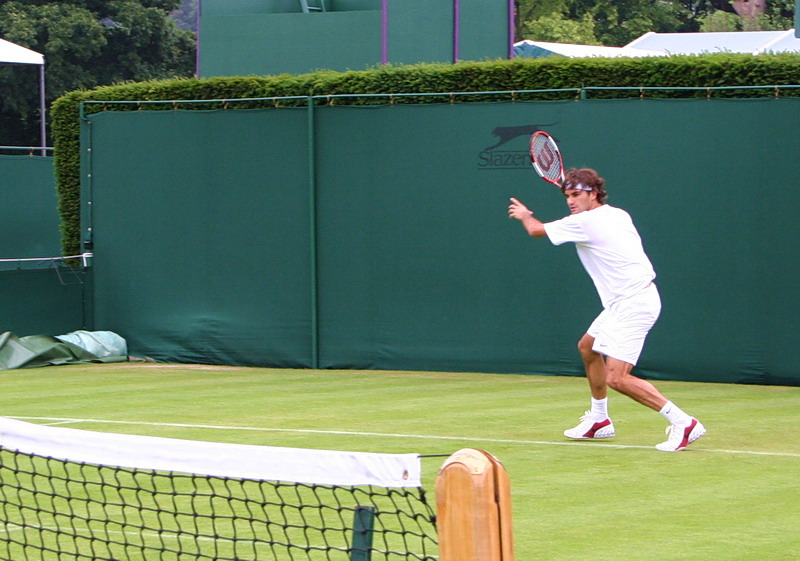
Roger Federer ötödik Grand Slam-győzelmét szerezte

A 2005-ös wimbledoni teniszbajnokság az év harmadik Grand Slam-tornája, a wimbledoni teniszbajnokság 119. kiadása volt, amelyet június 20–július 3. között rendeztek meg.
A férfiak címvédője Roger Federer zsinórban harmadik wimbledoni győzelmét szerezte meg, a döntőben Andy Roddickot legyőzve. A nőknél Venus Williams harmadszorra nyert Wimbledonban, miután a döntőben, három szettes mérkőzésen legyőzte Lindsay Davenportot.
A junior lányok versenyén Szávay Ágnes a fehérorosz Viktorija Azaranka párjaként megszerezte a bajnoki címet.

## Döntők

### Férfi egyes
Roger Federer -  Andy Roddick, 6-2, 7-6 (2), 6-4

### Női egyes
Venus Williams -  Lindsay Davenport, 4-6, 7-6 (4), 9-7

### Férfi páros
Stephen Huss /  Wesley Moodie -  Bob Bryan /  Mike Bryan, 7-6 (4), 6-3, 6-7 (2), 6-3

### Női páros
Cara Black /  Liezel Huber -  Szvetlana Kuznyecova /  Amélie Mauresmo, 6-2, 6-1

### Vegyes páros
Mary Pierce /  Mahes Bhúpati -  Tetyana Perebijnyisz /  Paul Hanley, 6-4, 6-2

## Juniorok

### Fiú egyéni
Jérémy Chardy– Robin Haase, 6–4, 6–3

### Lány egyéni
Agnieszka Radwańska– Tamira Paszek, 6–3, 6–4

### Fiú páros
Jesse Levine /  Michael Shabaz– Samuel Groth /  Andrew Kennaugh, 6–4, 6–1

### Lány páros
Viktorija Azaranka /  Szávay Ágnes– Marina Eraković /  Monica Niculescu, 6–7(5), 6–2, 6–0